# 킨-자-자!
킨-자-자!(Kin-Dza-Dza!)는 러시아(구 소련)에서 제작된 게오르기 다넬리야 감독의 1986년 코미디, 드라마, SF 영화이다. 스타니슬라브 리우브신 등이 주연으로 출연하였다.

## 출연

### 주연
- 스타니슬라브 리우브신
- 유리 야코브레브